# Medal św. Wojciecha
Medal św. Wojciecha – honorowe wyróżnienie Rady Miasta Gdańska, nadawane za wybitne osiągnięcia i zasługi przekraczające granice regionu i państwa oraz za działania na rzecz tolerancji i dialogu między przedstawicielami różnych wyznań i religii. Po honorowym obywatelstwie miasta i obok Medalu Księcia Mściwoja II jest najwyższym wyróżnieniem w Gdańsku. Ustanowiony został w 1996, a po raz pierwszy nadano go w 1997. Jest przyznawany przez dziesięcioosobową kapitułę powoływaną przez Radę na 4-letnią kadencję.
Medal został zaprojektowany przez gdańszczanina Wawrzyńca Sampa. Wykonany jest ze srebra i przedstawia na awersie postać świętego Wojciecha, który wkracza do Gdańska, a na rewersie herb Gdańska i napis Gdańsk Dziękuje.

## Laureaci medalu[2]

### 2024
- Prof. dr hab. inż. Kazimierz Darowicki – za wybitne osiągnięcia naukowe i wdrożeniowe o światowym uznaniu, za utworzenie w Gdańsku jednego z największych w Europie ośrodków dydaktyczno-badawczych zajmujących się korozją oraz za rozwój silnej gdańskiej szkoły naukowej w dziedzinie „Spektroskopii impedancyjnej”
- Maciej Grabski – za stworzenie i rozwój Olivia Centre, nowoczesnego centrum biznesowego i biurowego, które stało się wizytówką Gdańska, przyciągającą inwestorów krajowych i zagranicznych oraz promującą innowacyjność i rozwój miasta
- Dorota Kolak – za wyjątkowy dorobek artystyczny oraz za rozsławianie Gdańska na scenach w Polsce i za granicą jako wybitna aktorka Teatru Wybrzeże

### 2023
- Prof. dr hab. n. med. Jacek Jassem – za wybitne dokonania w dziedzinie onkologii, a także za działania naukowe i społeczne służące społeczeństwu zarówno w wymiarze krajowym, jak i międzynarodowym
- Leszek Możdżer – za wybitne dokonania artystyczne rozsławiające Gdańsk nie tylko w Polsce, ale i na świecie
- Aleksander Hall – za działalność opozycyjną w czasach PRL, wspieranie strajkujących robotników oraz przyczynienie się do powstania wolnej Polski
- Gerd-Dietrich Ewert – za promocję kultury i dziedzictwa kulturowego Miasta Gdańska i mieszkańców Gdańska poza granicami Polski, a także za współpracę z Muzeum Miasta Gdańska, która zaowocowała powstaniem wielu wystaw

### 2022
- Prof. dr hab. Krystyna Bieńkowska-Szewczyk – za wpływ na rozwój nauki w wymiarze krajowym i międzynarodowym, na rozwój służby zdrowia, szkolnictwa wyższego i gospodarki, za wpływ na współpracę i integrację środowiska akademickiego, zaangażowanie w walkę z pandemią COVID-19
- Magdalena Renk-Grabowska – za zasługi w dziedzinie kultury m.in. poprzez organizowanie wydarzeń artystycznych rozsławiających Gdańsk, jak również reaktywowanie Festiwalu Jazz Jantar oraz podniesienie jego rangi w skali kraju
- Stowarzyszenie Arbuz – za projekty społeczno- artystyczne, które pomagają w inicjowaniu działalności twórczej, wspierają idee edukacji wielokulturowej, godnego traktowania, ochrony praw człowieka i swobód obywatelskich oraz społeczną i obywatelską aktywizację cudzoziemców

### 2019
- Andrea Anastasi – za wybitne sukcesy siatkarzy, rozsławiające Gdańsk w świecie.
- Europejskie Centrum Solidarności – za prowadzenie szerokiej działalności edukacyjno-konferencyjnej skierowanej do odbiorców na całym świecie, za inspirację również tych, którzy dziś nie żyją w społeczeństwach otwartych i demokratycznych.
- Grażyna Świątecka – za całokształt działalności na polu zawodowym, naukowym i społecznym, a także ze względu na intensywną współpracę międzynarodową w tej dziedzinie.

### 2015
- Andrzej Drzycimski – za całość działalności społecznej, naukowej i publicystycznej, a szczególnie za dwutomową monografię Westerplatte „Reduta w budowie 1926-1939” i „Reduta wojenna 1939”– ukoronowanie wieloletnich badań autora, przywracające godność i sens bohaterskiej Obronie Westerplatte.
- Jerzy Limon – za wytrwałe i konsekwentne kultywowanie i rozwijanie gdańskich tradycji teatralnych i za stworzenie w Gdańsku ważnego w skali światowej centrum szekspirowskiego.
- Wojciech Targowski – za wyróżniającą się twórczość architektoniczną, a zwłaszcza za projekt Europejskiego Centrum Solidarności.

### 2014
- Janusz Lewandowski – za ogromne zasługi dla rozwoju polskiej i gdańskiej myśli ekonomicznej, organizacji procesów prywatyzacyjnych i zmian ustroju gospodarczego w naszym kraju, a także za wieloletnią zaangażowaną i wysoce kompetentną pracę w strukturach Parlamentu i Komisji Europejskiej, umacnianie autorytetu Polski i Polaków w Europie.
- Peter Oliver Loew – za wkład pracy w badania historii Gdańska, w szczególności literatury i kultury dziewiętnastowiecznego Gdańska i ich popularyzację w językach niemieckim i polskim, a także za działania dla pogłębienia przyjaźni między tymi narodami. Za całokształt wybitnej działalności naukowej, pedagogicznej i społecznej w kraju i zagranicą.
- Błażej Śliwiński – za wielki dorobek naukowy w dziedzinie historii, w szczególności za badania początków i pierwszych wieków rozwoju Gdańska, a także za liczne publikacje, z których każda wnosi wiele nowego do stanu wiedzy o naszym mieście i regionie.

### 2013
- Ryszard Trykosko – za wyjątkowe zaangażowanie i kierowanie wielkimi inwestycjami, dzięki którym Gdańsk zmienia się w nowoczesną metropolię: Stadion PGE Arena, Trasa Słowackiego, tunel pod Martwą Wisłą, Europejskie Centrum Solidarności, a także za działanie na korzyść miasta w komitetach PAN i organizacjach ogólnopolskich i zagranicznych.
- Edmund Wittbrodt – za całokształt wybitnej działalności naukowej, pedagogicznej i społecznej w kraju i zagranicą.
- Paweł Huelle – za całokształt znakomitej twórczości pisarskiej, identyfikowanej w świecie z Gdańskiem, stanowiącej najlepszą promocję wizerunku miasta.

### 2012
- Wojciech Grabianowski – za stworzenie wizji stadionu Arena Bałtycka w Gdańsku, „Bursztynowego Stadionu”, zgodnie uważanego za jeden z najpiękniejszych na świecie.
- Władysław Jackiewicz – za całokształt twórczości, a także za zasługi w kształceniu wielu pokoleń absolwentów Gdańskiej Akademii Sztuk Pięknych.
- Maciej Świeszewski – za wybitne osiągnięcia w dziedzinie twórczości plastycznej i promocję Gdańskiej sztuki za granicą, a także za charytatywne ozdobienie wraz ze studentami pomieszczeń I Kliniki Dziecięcej Uniwersytetu Medycznego malowanymi postaciami z bajek.

### 2011
- Kai Bumann – za wybitne osiągnięcia i nowe inicjatywy w dziedzinie wielkiej muzyki, a także za szczególne umiłowanie swojej drugiej Ojczyzny – Polski i promowanie polskiej kultury.
- Zdzisław Kropidłowski – za wybitną działalność publicystyczno-wydawniczą, a szczególnie za opracowanie niezwykle cennej "Księgi gdańskiego bractwa piekarzy".
- Konstanty Andrzej Kulka – za wspaniałe osiągnięcia w dziedzinie wielkiej muzyki i propagowanie swoim wspaniałym kunsztem Gdańska i polski na estradach świata.

### 2010
- Paweł Adamowicz – za szczególne zasługi w umacnianiu i rozwoju idei samorządu terytorialnego, skuteczne zarządzanie Gdańskiem oraz cenne inicjatywy podnoszące rangę Miasta, a także efektywne promowanie wizerunku Gdańska w kraju jak i poza jego granicami.
- Adam Korol – za wybitne sukcesy sportowe, rozsławiające Gdańsk w świecie.
- Jacek Krzysztofowicz – za systematyczne przywracanie świetności kościołowi Św. Mikołaja, za stworzenie w Gdańsku wybitnego centrum kultury duchowej, za organizację sesji naukowych, poszerzających wiedzę o historii dominikanów w Gdańsku.
- Nadbałtyckie Centrum Kultury (dyrektor Lawrence Okey Ugwu) – za wieloletnią zespołową działalność i różnorodność cennych inicjatyw w dziedzinie kultury.
- Rainer Nalazek – za rozwijanie wszechstronnej współpracy między społeczeństwami Gdańska i Bremy.
- Jean-Yves Potel – za wieloletnią działalność, przyczyniającą się do głębszego rozumienia Polski i zrywu Solidarności we Francji.

### 2009
- Leszek Blanik – za rozsławianie Gdańska w świecie przez wybitne osiągnięcia sportowe, w tym złoty medal na Igrzyskach Olimpijskich.
- Tomasz Jank – za ogromny wkład, zaangażowanie w dzieło przywracania świetności zabytkowemu kompleksowi kościelno-klasztornemu św. Trójcy.
- Zbigniew Jujka – za wieloletnią, wybitną w skali międzynarodowej działalność na polu dowcipu rysunkowego, tworzącego swoistą satyryczną lecz nie agresywną kronikę wydarzeń i postaci.
- Adam Koperkiewicz – za wieloletnie kierowanie Muzeum Historycznym Miasta Gdańska, za szczególny wkład w przywracanie świetności gdańskim zabytkom – zwłaszcza Dworowi Artusa, a także za efektywne rozwijanie współpracy międzynarodowej.
- Forum Dialogu Gdański Areopag – za skuteczne promowanie wizerunku Gdańska, w którym rozpoczęła się jedna z najważniejszych debat współczesnego społeczeństwa; debata na temat ludzkich powinności.

### 2008
- Cezary Annusewicz – za niezwykle energiczne działania na rzecz dokończenia odbudowy kościoła Św. Piotra i Pawła i integracji katolików dwóch obrządków – ormiańskiego i rzymskokatolickiego, a także dla współpracy między narodami.
- Maria Pelczar – za przedsięwzięcia organizacyjne, dzięki którym Biblioteka Gdańska umocniła pozycję wybitnego centrum nauki i kultury w kraju i zagranicą.
- Budzimira Wojtalewicz-Winke – za niezachwianą wierność tradycjom gdańskiej Polonii i wcielanie w życie idei porozumienia i przyjaźni między narodami.
- Gdańskie Koło Przewodników PTTK – za wieloletnie wybitne osiągnięcia w efektywnej popularyzacji i promocji Gdańska i przekazywaniu wiedzy milionom turystów z kraju i zagranicy.

### 2007
- Grzegorz Szychliński – za szczególne osiągnięcia w organizacji i prowadzeniu Muzeum Zegarów Wieżowych, zaangażowanie w zakończenie odbudowy karylionu kościoła Św. Katarzyny i propagowanie muzyki dzwonów, reprezentowanie Polski i Gdańska w Światowej Organizacji Karylionowej, doprowadzenie do zorganizowania w Gdańsku Światowego Kongresu Karylionowego, oraz za ofiarne zaangażowanie w ratowanie dzieł sztuki w czasie pożaru kościoła w 2006 r.
- Zdzisław Ossowski – za wszechstronną działalność wydawniczą, artystyczną i inwestycyjną, propagowanie idei braterstwa i przyjaźni ludzi i narodów poprzez muzykę, wybitne zasługi w ochronie zabytkowych kościołów w Gorzędzieju i Osieku, podnoszenie ich znaczenia przez sprowadzenie relikwii, udatne łączenie inwestycji kulturalnych i komunalnych.
- Kalina Zabuska – za bogaty dorobek wystawienniczy, publikacje na temat sztuki gdańskiej, inicjowanie przedsięwzięć, mających duże znaczenie dla utrwalania pamięci sławnych gdańszczan i dla zbliżenia ludzi i narodów, za inicjatywę utworzenia Cmentarza Nieistniejących Cmentarzy.
- Danuta Popinigis – za wybitne osiągnięcia na polu badania i propagowania dziejów muzyki gdańskiej, intensywną współpracę międzynarodową w tej dziedzinie, współorganizację i udział w konferencjach naukowych w tej dziedzinie, wybitny wkład w opracowanie i wydanie zbioru utworów Jana Efraima Eggerta z 1784 r. na karylion kościoła św. Katarzyny.

### 2006
- John H. Bloecher – za aktywne promowanie Gdańska wśród filatelistów na całym świecie.
- Aleksander Nagucki – za aktywne promowanie Gdańska poza granicami kraju, podejmowanie pożytecznych inicjatyw na rzecz środowiska lokalnego dzielnicy Gdańsk Orunia i sprzyjanie jego integracji.
- Wiesław Gierłowski – za animację rozwoju gdańskiego bursztynnictwa i promocję Gdańska jako światowej stolicy bursztynu.
- Tadeusz Bolduan – za wybitne osiągnięcia w popularyzacji wiedzy historycznej o Gdańsku i Pomorzu, ze szczególnym uwzględnieniem różnorodnych aspektów polsko-niemieckiego sąsiedztwa.

### 2005
- Jerzy Litwin – za całokształt działalności na rzecz rozwoju muzealnictwa morskiego i propagowanie Gdańska jako ważnego ośrodka morskiego, a także liczne publikacje poświęcone problematyce morskiej.
- Reinhold Stiering – za zasługi w rozwoju kontaktów społecznych i kulturalnych między miastami partnerskimi Gdańskiem i Bremą, a także podejmowanie publicznie pożytecznych inicjatyw i za pomoc udzielaną gdańskim dzieciom i młodzieży.
- Zespół Muzyki Dawnej "Cappella Gedanensis" – za bogaty dorobek artystyczny twórczo uwzględniający dawną muzykę gdańską, a także propagowanie polskiej kultury muzycznej w kraju i poza jego granicami.
- Zofia Janukowicz-Pobłocka – za wybitne osiągnięcia wokalne sławiące polską wokalistykę również poza granicami kraju, a także za upowszechnianie kultury muzycznej.
- Roman Perucki – za całokształt w dziedzinie kultury muzycznej, bogaty dorobek artystyczny, za kierowanie zespołem Polskiej Filharmonii Bałtyckiej oraz podejmowanie wielu cennych inicjatyw, a szczególnie za tworzenie największej inwestycji w dziedzinie kultury – Centrum Muzycznego na Ołowiance.
- Jerzy Doerffer – za wybitne osiągnięcia w nauce, bogaty dorobek publikacyjny poświęcony budownictwu okrętowemu, a także za przygotowanie na bardzo wysokim poziomie kadr dla gospodarki morskiej.

### 2004
- Joanna Konopacka – za wybitne zasługi dla Gdańska, kreowanie wizerunku miasta i rozsławianie Pomorza Gdańskiego w kraju i na świecie.
- Halina Słojewska – za wybitne zasługi dla Gdańska, za działalność kulturalną i społeczną.
- Andrzej Urbańczyk – za zasługi dla Gdańska, za to iż rozsławia imię Gdańska w świecie, a zwłaszcza w Ameryce, gdzie obecnie mieszka.

### 2003
- Gert Oldenbeuving – za wybitne zasługi dla Gdańska, wieloletnią współpracę holendersko-gdańską, kreowanie wizerunku miasta i rozsławianie Gdańska w świecie.
- Martin Gerike – za wybitne zasługi dla Gdańska, wkład w rozwój współpracy polsko-niemieckiej, kreowanie wizerunku miasta i pomoc w dziele restytucji Dworu Artusa.

### 2002
- Marian Biskup – za zasługi dla Gdańska, za wybitne osiągnięcia w badaniu historii Pomorza i Prus Książęcych w okresie późnego średniowiecza.
- Peter Maria Stajkoski – za zasługi dla Gdańska, za organizację współpracy i integrację środowisk artystycznych Gdańska i Niemiec oraz propagowanie polskiej sztuki w Niemczech.
- Szkoły Okrętowe i Ogólnokształcące „Conradinum” – za zasługi dla Gdańska, szczególnie za osiągnięcia dydaktyczne i przygotowanie na bardzo wysokim poziomie kadr dla gospodarki morskiej.
- Zespół osób i instytucji – za zasługi dla Gdańska, za zaangażowanie w rewitalizację Dworu Artusa – dzieła o międzynarodowej randze.

### 2001
- Stanisław Bogdanowicz – za całokształt dokonań związanych z popularyzacją dziejów Gdańska, szczególnie gdańskiego kościoła i podejmowanych działań na rzecz ocalenia gdańskich zabytków.
- Franz Kessler – za zasługi dla Gdańska oraz za działalność w zakresie upowszechniania muzyki gdańskiej w świecie.
- Bolesław Mazurkiewicz – za szczególne zasługi dla Miasta Gdańska, nauki polskiej i światowej.
- Leszek Moszyński – za całokształt wybitnych dokonań związanych z Gdańskiem, szczególnie za osiągnięcia w dziedzinie językoznawstwa.
- Roman Wapiński – za całokształt dokonań związanych z Gdańskiem, szczególnie za zasługi dla nauki polskiej i światowej.

### 2000
- Janka Bielak – za działania promujące Gdańsk, w szczególności za zasługi w zakresie rozwoju żeglarstwa, szerzenie idei międzynarodowej współpracy młodzieży pod żaglami, rekomendację Gdańska i przyczynienia się do przyznania organizacji w Gdańsku w 2000 r. regat Cuty Sark Tall Ships Race.
- Dorothe Boden – za całokształt działań związanych z promocją gdańskiej kultury, promowanie polsko-niemieckich kontaktów młodzieży.
- Wolfgang Günter Deurer – za ogromne zaangażowanie i działania zmierzające do ocalenia gdańskich zabytków, a w szczególności za publikację poświęconą gdańskim świątyniom „Danzig Die Dokumentation 52 Historischer Kirchen”.
- Jerzy Katlewicz – za całokształt działań podejmowanych w dziedzinie kultury, osiągnięcia artystyczne i pedagogiczne, rozsławianie imienia Gdańska w świecie.
- Edmund Kotarski – za całokształt dokonań związanych z Gdańskiem, jego dziejami, kulturą i literaturą.
- Danuta Sobolewska – za promowanie dobrych stosunków pomiędzy Wielką Brytanią i Gdańskiem, promowanie polskiej kultury i sztuki, za działania pomocy dla ofiar pożaru w Hali Stoczni Gdańskiej, zaangażowanie w organizację II Konferencji Miast Partnerskich Wielkiej Brytanii i Polski.

### 1999
- Gerhard Nitschke – za działania na rzecz pojednania i zbliżenia między Polakami a Niemcami.
- Lucia Thijssen – za zasługi dla Gdańska i za promowanie miasta w Niderlandach, za wkład w popularyzację historii związków Gdańska i Niderlandów.
- Jan Majder – za wieloletnią pracę duszpasterską i działalność społeczną dla mieszkańców Gdańska.

### 1998
- Zbigniew Dworak – za bezinteresowną pomoc, otwartość na sprawy ludzkie, ogromną wiedzę oraz wybitną osobowość.
- Zygmunt Choreń – za bogate doświadczenie morskie i za pracę przy projektach żaglowców.
- Wojciech Rajski – za rozsławianie imienia Gdańska poza granicami Polski.
- Ludwik Wiśniewski – za działalność duszpasterską, wychowanie młodej inteligencji przy kościele św. Mikołaja w Gdańsku.
- Gdański Telefon Zaufania „Anonimowy Przyjaciel” – za niesienie pomocy ludziom potrzebującym, którzy znaleźli się w trudnej sytuacji.

### 1997
- Lech Bądkowski – za bogatą twórczość literacko-publicystyczną związaną z Gdańskiem i Pomorzem oraz działalność społeczno-polityczną.
- Tadeusz Jabłoński – za całokształt pracy dziennikarskiej.
- Hans Dietrich Paschmeyer – za wierność przysiędze Hipokratesa – „nieść pomoc ludziom w chorobie”, za udowodnienie, że nieść można pomoc bez względu na granice.
- Dieter Schenk – za wytrwałą działalność na rzecz unieważnienia bezprawnego wyroku sądu niemieckiego skazującego polskich pocztowców w Gdańsku na karę śmierci.